# Daughters of Africa
Daughters of Africa: An International Anthology of Words and Writings by Women of African Descent from the Ancient Egyptian to the Present („Die Töchter Afrikas: eine internationale Anthologie mit Worten und Schriften von Frauen mit afrikanischer Herkunft vom Alten Ägypten bis in die Gegenwart“) ist eine Sammlung von mündlich und schriftlich überlieferten Texten von mehr als 200 Frauen aus Afrika oder der afrikanischen Diaspora.

## Entstehung
Daughters of Africa wurde von der aus Ghana stammenden, heute in Großbritannien lebenden Autorin und Journalistin Margaret Busby herausgegeben und mit einer Einleitung versehen. Sie verglich die Zusammenstellung des Bandes mit dem Versuch, „einen fließenden Fluss in einer Kalebasse aufzufangen“.
Die Veröffentlichung erfolgte 1992 in London im Verlag Jonathan Cape (im Auftrag von Candida Lacey, die heute Herausgeberin von Myriad Editions ist). In New York erschien es bei Pantheon Books.
Daughters of Africa wird als Pionierarbeit angesehen, welche eine Vielzahl von Genres vereint – von fiktionalen Texten über Essays, Lyrik, Drama, Lebenserinnerungen bis zu Texten von Kindern – mit einem Umfang von mehr als 1000 Seiten.
Chronologisch angeordnet enthält es neben ursprünglich englischsprachigen Arbeiten Übersetzungen aus afrikanischen Sprachen sowie aus dem Holländischen, Französischen, Deutschen, Portugiesischen, Russischen und Spanischen.
Der Titel der Anthologie wurde einem Text von Maria W. Stewart (1803–1880) aus dem Jahr 1831 entnommen, der ersten afroamerikanischen Frau, die öffentliche Vorträge mit der Forderung nach Abschaffung der Sklaverei und Förderung von Frauenrechten hielt. Das berühmte Zitat lautet:

“O, ye daughters of Africa, awake! awake! arise! no longer sleep nor slumber, but distinguish yourselves. Show forth to the world that ye are endowed with noble and exalted faculties.”

„Ihr Töchter Afrikas, wacht auf! Erhebt euch! Schlaft oder schlummert nicht länger! Zeigt, wer ihr seid! Macht der Welt klar, dass ihr begabt seid mit edlen und herausragenden Fähigkeiten.“

## Rezeption
Daughters of Africa wurde von der Kritik sehr positiv aufgenommen. In der Besprechung für die afrobritische Zeitung The Weekly Journal schrieb Evie Arup: „Daughters of Africa ist erstklassige Literatur. Niemals zuvor wurde die Arbeit von Frauen mit afrikanischer Abstammung aus der ganzen Welt in einem Band zusammengetragen. Der Umfang dieser Sammlung ist überwältigend. (…) Dieses Buch sollte Pflichtlektüre für jeden Literaturstudenten sein und in jeder Schulbibliothek stehen, und in Abwandlung des bekannten Spruchs, ‚jedes Haus sollte eines haben.‘“ Der Rezensent des The Independent schrieb: „Dieses Buch scheint primär nur von Literatur zu handeln, aber letztendlich ist es ebenso eine Huldigung an die Sprache als solche: ihre Kraft, Meinungen zu formulieren, ebenso wie ihre Macht als Mittel des Ausdrucks.“
Laut Library Journal ist die Anthologie „eine unschätzbare Grundlage für die Auseinandersetzung mit Schriftstellerinnen und Autoren afrikanischer Abstammung“, während The Washington Post Book World sie einen „großartigen Ausgangspunkt für jeden Leser“ nennt, „der am kollektiven Abenteuer teilnehmen möchte, die stillen, vergessenen und unterschätzten Stimmen schwarzer Frauen zu entdecken.“ Lorna Sage kam im Independent on Sunday zu dem Schluss: „Daughters of Africa hat eine paradoxe Universalität.“ Der Kritiker des Black Enterprise schrieb: „Diese Anthologie ist ein Markstein (…). Busby’s neuartige Anthology macht in beeindruckender Weise deutlich, wie umfangreich und vielgestaltig die Literatur schwarzer Frauen ist.“ Sie wurde als „bahnbrechend“ beschrieben, als „eine der bedeutendsten Sammlungen von Autoren der Diaspora“ und als „der ultimative Leitfaden über die Literatur der ‚Töchter Afrikas‘“.
Daughters-of-africa wurde aufgenommen in Sacred Fire: „QRB“ 100 Essential Black Books. („QBR“ war ein früher vierteljährlich erscheinendes Literaturmagazin, welches später im Black Issues Book Review aufging). Dort stand:

„Daughters of Africa ist eine monumentale Leistung, weil es die umfangreichste internationale Anthologie gesprochener und geschriebener Literatur von Frauen afrikanischer Herkunft ist, die jemals in Angriff genommen wurde. (…) Der Erfolg dieser Sammlung ist, dass sie deutlich illustriert, warum alle Frauen afrikanischer Abstammung verbunden sind, indem sie zeigt, wie eng die Hindernisse, die Klüfte kultureller Gleichgültigkeit und die entmutigenden Probleme rassischer oder sexueller Diskriminierung, mit denen sie konfrontiert sind, mit einander zusammen hängen. Dabei stellt die Sammlung die ganze Breite ihrer individuellen und kollektiven Leistungen dar. Das Verdienst von Daughters of Africa liegt in seiner großartigen Darstellung des Reichtums und der Größe einer spirituellen Quelle, aus der wir alle Inspiration erhalten haben und zu der wir alle streben, um Stärke daraus zu ziehen. Zusammenfassend es ist ein überwältigendes literarisches Meisterwerk.“

Die Anthologie stand auf der Liste der „Royal African Society“ der 50 Bücher von afrikanischen Frauen, die jeder lesen sollte, wurde von dem preisgekrönten Blog Ms Afropolitan als eines der „7 non-fiction books African feminists should read“ ausgezeichnet, es erscheint regelmäßig auf Leseempfehlungslisten, und mit den Worten von Kinna Likimani: „Es bleibt der ultimative Leitfaden für Autorinnen afrikanischer Herkunft.“
Im November 2017 publizierte die vierteljährlich erscheinende Literaturzeitung Wasafiri einen Spezialbericht anlässlich des 25. Jahrestags der Erstausgabe von Daughters of Africa, mit einem Interview von Ellah Wakatama Allfrey mit Margaret Busby, einem Artikel von Candida Lacey und Beiträgen von Edwige-Renee Dro, Angela Barry, Goretti Kyomuhendo, Nadifa Mohamed, Phillippa Yaa de Villiers und Ayòbámi Adébáyò über den Einfluss, den die Anthologie auf sie hatte.
Der kenianische Literaturwissenschaftler Tom Odhiambo von der University of Nairobi zählte eine lange Liste von Namen aus Daughters of Africa auf und bezeichnete sie als die „Matriarchinnen der Afrikanischen Literatur“:

„Sie waren Pioniere afrikanischen Schreibens, wobei sie nicht nur einfach Geschichten über ihre Familien, Gemeinschaften und Länder erzählen, sie schrieben sich selbst in die afrikanische Literaturgeschichte und Geschichtsschreibung ein. Sie forderten Raum für weibliches Schreiben und Erzählen und in gewissem Sinn beanspruchten sie für die Frau die bestimmende Rolle bei der Schöpfung und Weitergabe vieler afrikanischer Gesellschaftsnarrative. Sie taten das in dem Bewusstsein, dass schon traditionell das Erzählen von Geschichten eine weibliche Domäne war.“

## New Daughters of Africa
Im Dezember 2017 wurde bekannt gegeben, dass Myriad Editions Margaret Busby mit der Konzeption eines Folgebandes unter dem Titel New Daughters of Africa beauftragt hatte. Im März 2019 erfolgte die Veröffentlichung von New Daughters of Africa: An international anthology of writing by women of African descent (dt.: Die neuen Töchter Afrikas: eine internationale Anthologie mit Literatur von Frauen afrikanischer Herkunft), worin weitere 200 Autorinnen vorgestellt werden. Er enthält Texte vom 19. Jahrhundert bis in die Gegenwart, konzentriert sich aber vor allem auf Schriftstellerinnen, die ihre Bedeutung in den Jahren nach der Veröffentlichung von Daughters of Africa erlangten. Unter ihnen sind nicht nur viele bekannte Namen, sondern nach Einschätzung der Literaturkritikerin Joy Sigaud auch eine Reihe bedeutender Autorinnen der Zukunft.
In Zusammenhang mit der neuen Anthologie wurde vom Verlag Myriad Editions in Zusammenarbeit mit der SOAS University of London der „Margaret Busby New Daughters of Africa Award“ ins Leben gerufen, der an weibliche afrikanische Studentinnen vergeben werden soll und Wohnrecht im International Students House in London beinhaltet.
Die internationale Kritik nahm auch den zweiten Band sehr positiv auf.
New Daughters of Africa wurde 2020 in der Kategorie Herausragendes literarisches Werk für den NAACP Image Award nominiert neben Büchern Petina Gappah, Ta-Nehisi Coates, Jacqueline Woodson und Margaret Wilkerson Sexton, die den Preis schließlich zugesprochen bekam.

## Autorinnen
Mehr als 200 Schriftstellerinnen werden in Daughters of Africa vorgestellt (hier eine Auswahl):
- Ama Ata Aidoo
- Zaynab Alkali
- Grace Akello
- Ifi Amadiume
- Maya Angelou
- Mariama Bâ
- Baba von Karo
- Toni Cade Bambara
- Louise Bennett
- Dionne Brand
- Gwendolyn Brooks
- Abena Busia
- Octavia E. Butler
- Adelaide Smith Casely Hayford
- Gladys Casely-Hayford
- Alice Childress
- Lucille Clifton
- Maryse Condé
- Jayne Cortez
- Tsitsi Dangarembga
- Angela Davis
- Noémia de Sousa
- Nafissatou Niang Diallo
- Rita Dove
- Mabel Dove Danquah
- Alice Dunbar-Nelson
- Buchi Emecheta
- Alda do Espírito Santo
- Jessie Redmon Fauset
- Amy Jacques Garvey
- Jewelle Gomez
- Lorna Goodison
- Rosa Guy
- Lorraine Hansberry
- Frances Harper
- Hatschepsut
- Bessie Head
- Saida Hagi-Dirie Herzi
- Billie Holiday
- Bell Hooks
- Zora Neale Hurston
- Carolina Maria de Jesus
- Georgia Douglas Johnson
- ’Masechele Caroline Ntšeliseng Khaketla
- Jamaica Kincaid
- Ellen Kuzwayo
- Alda Lara
- Nella Larsen
- Audre Lorde
- Terry McMillan
- Lina Magaia
- Zindzi Mandela
- Annette Mbaye d’Erneville
- Gcina Mhlophe
- Anne Moody
- Toni Morrison
- Nisa
- Flora Nwapa
- Grace Ogot
- May Opitz
- Ann Petry
- Christine Qunta
- Königin von Saba
- Mary Seacole
- Dulcie September
- Ntozake Shange
- Aminata Sow Fall
- Anne Spencer
- Efua Theodora Sutherland
- Véronique Tadjo
- Awa Thiam
- Miriam Tlali
- Sojourner Truth
- Harriet Tubman
- Adaora Lily Ulasi
- Charity Waciuma
- Alice Walker
- Margaret Walker
- Michele Wallace
- Angelina Weld Grimké
- Ida B. Wells
- Dorothy West
- Phillis Wheatley
- Zoë Wicomb

Beiträge zu New Daughters of Africa lieferten unter anderen:
- Diane Abbott
- Leila Aboulela
- Ayòbámi Adébáyò
- Chimamanda Ngozi Adichie
- Agnès Agboton
- Candace Allen
- Nana Asma’u
- Sefi Atta
- Mildred Barya
- Ama Biney
- Malorie Blackman
- Tanella Boni
- Akosua Busia
- Barbara Chase-Riboud
- Carolyn Cooper
- Edwidge Danticat
- Reni Eddo-Lodge
- Aida Edemariam
- Esi Edugyan
- Diana Evans
- Bernardine Evaristo
- Diana Ferrus
- Aminatta Forna
- Roxane Gay
- Hawa Jande Golakai
- Bonnie Greer
- Afua Hirsch
- Nalo Hopkinson
- Elizabeth Keckley
- Adrienne Kennedy
- Andrea Levy
- Imbolo Mbue
- Maaza Mengiste
- Nadifa Mohamed
- Marie Ndiaye
- Nnedi Okorafor
- Chinelo Okparanta
- Yvonne Adhiambo Owuor
- Olúmìdé Pópóọlá
- Claudia Rankine
- Nawal El Saadawi
- Sapphire
- Taiye Selasi
- Warsan Shire
- Lola Shoneyin
- Zadie Smith
- Jennifer Teege
- Natasha Trethewey
- Chika Unigwe
- Yvonne Vera
- Kit de Waal
- Rebecca Walker
- Ayeta Anne Wangusa
- Zukiswa Wanner
- Jesmyn Ward

## Ausgaben
- Margaret Busby (Hrsg.): Daughters of Africa: An International Anthology of Words and Writings by Women of African Descent from the Ancient Egyptian to the Present. First edition, London: Jonathan Cape, 1992, ISBN 978-0-224-03592-7, 1089 Seiten
- — London: Vintage Books, Taschenbuch, 1993, ISBN 978-0-09-922421-1
- — New York: Pantheon Books, 1992, ISBN 978-0-679-41634-0
- — New York: Ballantine/One World Books, Taschenbuch, 1994, ISBN 978-0-345-38268-9
- Margaret Busby (Hrsg.): New Daughters of Africa, Myriad Editions, Oxford, 2019, ISBN 978-0-06-291298-5

## Weiterführende Literatur
- Carole Boyce Davies: Women and Literature in the African Diaspora. In: Melvin Ember, Carol R. Ember, Ian Skoggard (Hrsg.): Encyclopedia of Diasporas: Immigrant and Refugee Cultures Around the World, Band 1, Seiten 383–392.
- Koyo Kouoh, Holger Ehling (Hrsg. zusammen mit der Welthungerhilfe): Töchter Afrikas, schwarze Frauen erzählen, München, Marino-Verlag, 1984, ISBN 978-3-927527-64-5
- Terry McMillan (Hrsg.): Breaking Ice – An Anthology of Contemporary African-American Fiction, Turtleback Books: A Division of Sanval (1990), ISBN 978-0-613-01430-4, dt. bei Rogner & Bernhard, 1994, ISBN 978-3-8077-0274-2
- Ilija Trojanow, Peter Ripken (Hrsg.): Afrikanissimo – Ein heiter-sinnliches Lesebuch, Piper, 1994, ISBN 978-3-492-21654-8